# Helina cryptohowei
Helina cryptohowei är en tvåvingeart som beskrevs av Adrian C. Pont 1973. Helina cryptohowei ingår i släktet Helina och familjen husflugor. Inga underarter finns listade i Catalogue of Life.